# Filip Emerich z Metternichu
Filip Emmerich říšský hrabě z Metternichu (německy Philipp Emmerich Reichsgraf von Metternich zu Winneburg und Beilstein; 1628 – 26. března 1698) byl německý šlechtic a generál ve službách Habsburků. Kromě čestných funkcí ve Svaté říši sloužil v císařské armádě a dosáhl hodnosti polního zbrojmistra (1693). V roce 1679 získal titul říšského hraběte. Jako první z rodu Metternichů se trvale usadil v Čechách, kde v letech 1681-1691 rekonstruoval zámek Kynžvart do barokní podoby.

## Životopis
Pocházel ze starého německého rodu Metternichů, narodil se jako nejmladší syn barona Viléma Metternicha (1590–1652) a jeho druhé manželky Anny Eleonory Brömserové z Rüdesheimu, dědičky statků v Porýní. V rodině Metternichů byla tradiční služba u trevírských a mohučských arcibiskupů, Filip Emerich byl arcikomořím mohučského arcibiskupa a tajným radou trevírského kurfiřta. Souběžně působil ve službách Habsburků a již v roce 1656 byl jmenován císařským komorníkem (hodnost získal od Ferdinanda III., v roce 1657 mu byla potvrzena novým císařem Leopoldem I. Poté sloužil v armádě a zúčastnil se dynastických válek druhé poloviny 17. století. V roce 1679 byl povýšen do hodnosti generálního polního vachtmistra (respektive generálmajora), poté dosáhl hodnosti polního podmaršála (1688) a nakonec polního zbrojmistra (1693).
V roce 1679 byl povýšen do říšského hraběcího stavu, titul mu byl v roce 1682 potvrzen i pro České království; oba tituly platily také pro jeho bratrance Dětřicha Adolfa († 1695), který byl majitelem Kynšperka nad Ohří a hejtmanem Loketského kraje. Po otci užíval také dědičnou hodnost chebského purkrabího, díky vzdálenému příbuznému Lotharu Bedřichovi z Metternich-Burscheidu (arcibiskup v Mohuči 1673–1675) získal v roce 1673 dědičnou hodnost komořího v mohučské diecézi. Od roku 1679 měl též hlasovací právo v kolegiu vestfálských hrabat na říšském sněmu.

## Majetek

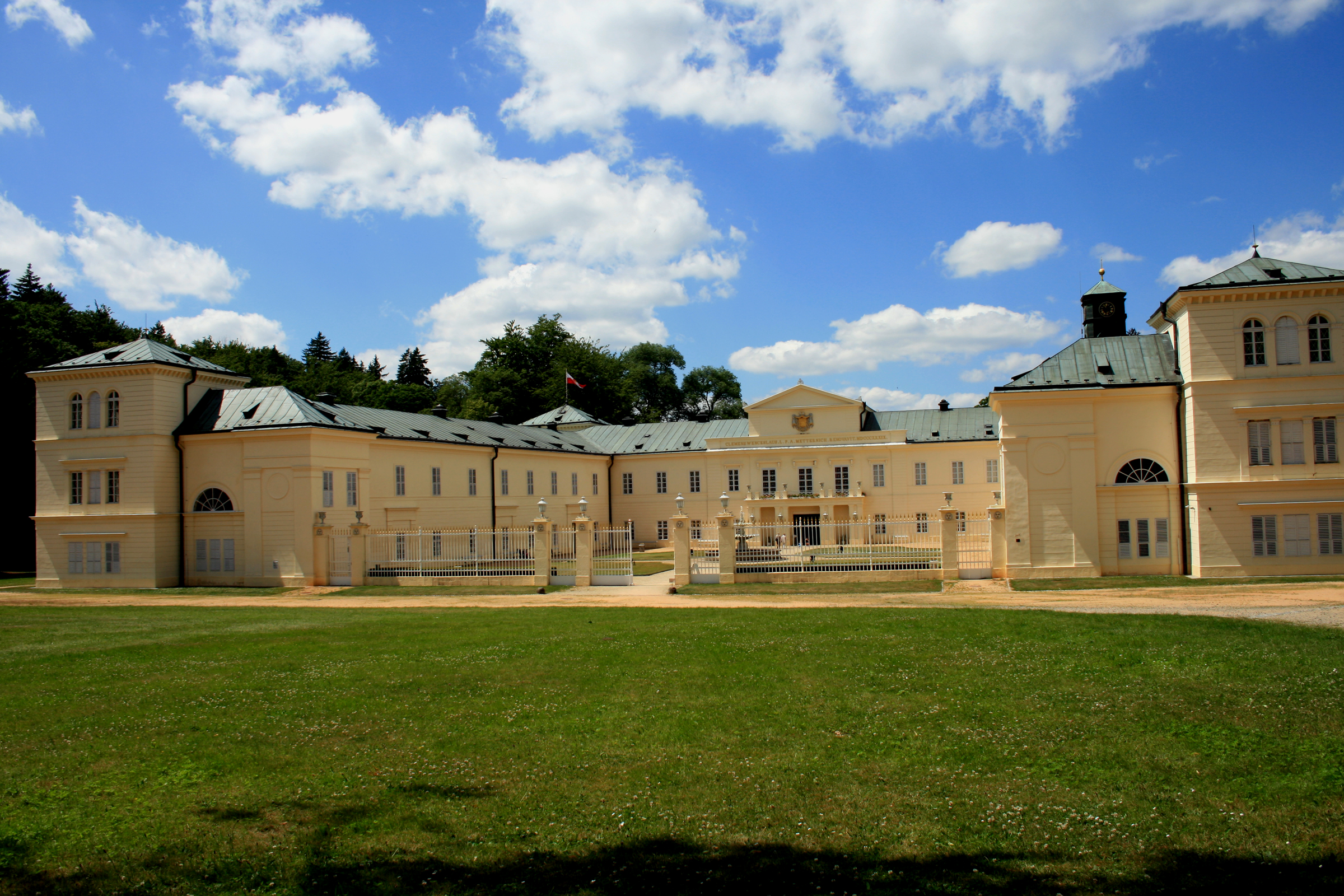
Zámek Kynžvart, hlavní sídlo Metternichů v Čechách po přestavbě v 19. století

Vlastnil velký majetek v Porýní rozšířený dědictvím po rodině Winneburgů a obohacený o statky po matce. V roce 1695 navíc získal majetek vymřelé rodové linie Metternich-Beilstein. Německé statky byly značně zdecimovány během válek s Francií, část metternichovských držav byla zkonfiskována Ludvíkem XIV. během okupace Porýní v letech 1670 a 1685. Majetkové ztráty byly zohledněny při udělení hraběcího titulu v roce 1679. V Čechách bylo jeho majetkem panství Kynžvart, které se později stalo hlavním rodovým sídlem. Ještě koncem třicetileté války byl Kynžvart poškozen při obléhání Švédy. Krátce po převzetí dědictví začal Filip Emerich vést dlouholetý spor s kynžvartskými měšťany ohledně privilegií, jednalo se především o výnosné vaření piva. Měšťané své nároky hájili u soudu, ale i silou, v roce 1655 došlo ke vzpouře, kterou s vojáky potlačil Filipův bratr Kazimír Ferdinand Metternich. Spor o vaření piva v Kynžvartu se nakonec dostal až k císaři Leopoldovi I. a komornímu soudu, postupně bylo podepsáno několik smluv, které nakonec vyzněly ve prospěch Metternichů. Dílčí usmíření mezi městem a vrchností dokládá privilegium Leopolda I. z roku 1687 s povolením týdenního trhu a dvou dobytčích trhů.
Po ztrátách v Porýní nakonec Filip Emerich trvale přesídlil do Čech a v letech 1681–1691 nechal modernizovat hospodářské sídlo v Kynžvartě v barokní zámek s kaplí sv. Antonína Paduánského dokončenou až v roce 1709. Zámek byl obklopen parkovou úpravou ve francouzském stylu se symetrickými záhony a zastřiženými okrasnými dřevinami. Součástí výstavby zámku byla také rekonstrukce panského pivovaru, který se nakonec po dlouholetém sporu s městem stal jediným producentem piva v regionu. Svou závětí z roku 1696 založil Filip Emerich na kynžvartském panství fideikomis v hodnotě 80 000 zlatých, zřízení fideikomisu bylo schváleno císařem Leopoldem v roce 1697. Tento majetek byl určen jako dědictví pro mladšího syna Jana Filipa. Z inventáře pořízeného v roce 1698 po úmrtí Filipa Emericha vyplývá, že k panství Kynžvart v té době patřila dvě městečka (Kynžvart, Dolní Žandov, 17 vesnic, čtyři poplužní dvory, dva ovčíny a pivovar.

## Rodina
Filip Emerich byl dvakrát ženatý. Jeho první manželkou byla baronka Marie Alžběta Waldbottová (†1685). Svým dalším sňatkem v pozdním věku stvrdil Filip Emerich svou domestikaci v Čechách – v roce 1690 se jeho druhou manželkou stala Anna Terezie Cukrová z Tamfeldu (1638–1713), vdova po Zdeňku Kašparu Kaplířovi ze Sulevic. Dědictví bylo rozděleno testamentem mezi dva syny z prvního manželství, starší František Ferdinand (1653–1719) zdědil statky v Německu, mladší Jan Filip (1658–1709) převzal fideikomis Kynžvart. Jan Filip zemřel bez mužského potomstva, takže nakonec byl všechen majetek soustředěn v rukou staršího Františka Ferdinanda, který byl pokračovatelem rodu.
Z Filipových starších sourozenců vynikl bratr Karel Jindřich (1622–1679), který byl krátce před smrtí arcibiskupem v Mohuči, další bratr Kazimír Ferdinand (1626–1698) dosáhl v armádě hodnosti generálmajora.